# 滋野村
滋野村（しげのむら）は、長野県小県郡にあった村。現在の東御市滋野・滋野甲・滋野乙および小諸市滋野甲にあたる。

## 地理
- 山：三方ヶ峰、東篭ノ登山
- 河川：千曲川

## 歴史
- 1876年（明治9年） - 小県郡桜井村、大石村、別府村、原口村、中屋敷村、片羽村、赤岩村、芝生田村、井子村、糠地村が合併して滋野村となる。
- 1889年（明治22年）4月1日 - 滋野村単独で町村制を施行。
- 1958年（昭和33年）4月10日 - 小県郡東部町に編入される。同日滋野村廃止。
- 1959年（昭和34年）4月1日 - 東部町の一部（芝生田、井子、糠地）が小諸市に編入される。

## 交通

### 鉄道路線
- 日本国有鉄道
  - 信越本線（現・しなの鉄道線）
    - 滋野駅

### 道路
- 国道18号